# Offensive de Tripolitaine orientale
- Territoire contrôlé par l'armée nationale libyenne et ses alliés
- Territoire contrôlé par le Gouvernement d'union nationale et ses alliés

Deuxième guerre civile libyenne
Batailles
- Benghazi (2014)
- Aéroport de Tripoli (en)
- Benghazi (2014–17)
- Oubari
- Kikla
- Derna (2015–16)
- Zliten
- Croissant pétrolier (janv. 2016)
- Syrte (2016)
- Croissant pétrolier (sept. 2016)
- Croissant pétrolier (2017)
- Birak (2017)
- Derna (2018–19)
- Croissant pétrolier (2018)
- Tripoli (2018)
- Fezzan
- Tripoli (2019–20)
- Syrte (2020)
- Tripolitaine orientale (2020)

L'offensive de Tripolitaine orientale, officiellement nommée Opération Chemins vers la victoire, est lancée par le Gouvernement d'union nationale le 6 juin 2020 lors de la deuxième guerre civile libyenne dans l'objectif de prendre la ville de Syrte et la base aérienne d'Al-Joufra.
Syrte est considérée comme stratégiquement importante car elle verrouille l'accès au croissant pétrolier et gazier de Libye. L'importance stratégique de la base aérienne d'Al-Joufra vient de sa position stratégique dans le Fezzan qui permet à l'armée nationale syrienne de bénéficier de la supériorité aérienne dans le centre de la Libye.
Elle est lancée deux jours après la fin de la bataille de Tripoli qui a vu l'échec des forces du maréchal Khalifa Haftar de s'emparer de Tripoli et de mettre certainement fin à la guerre.

## Contexte

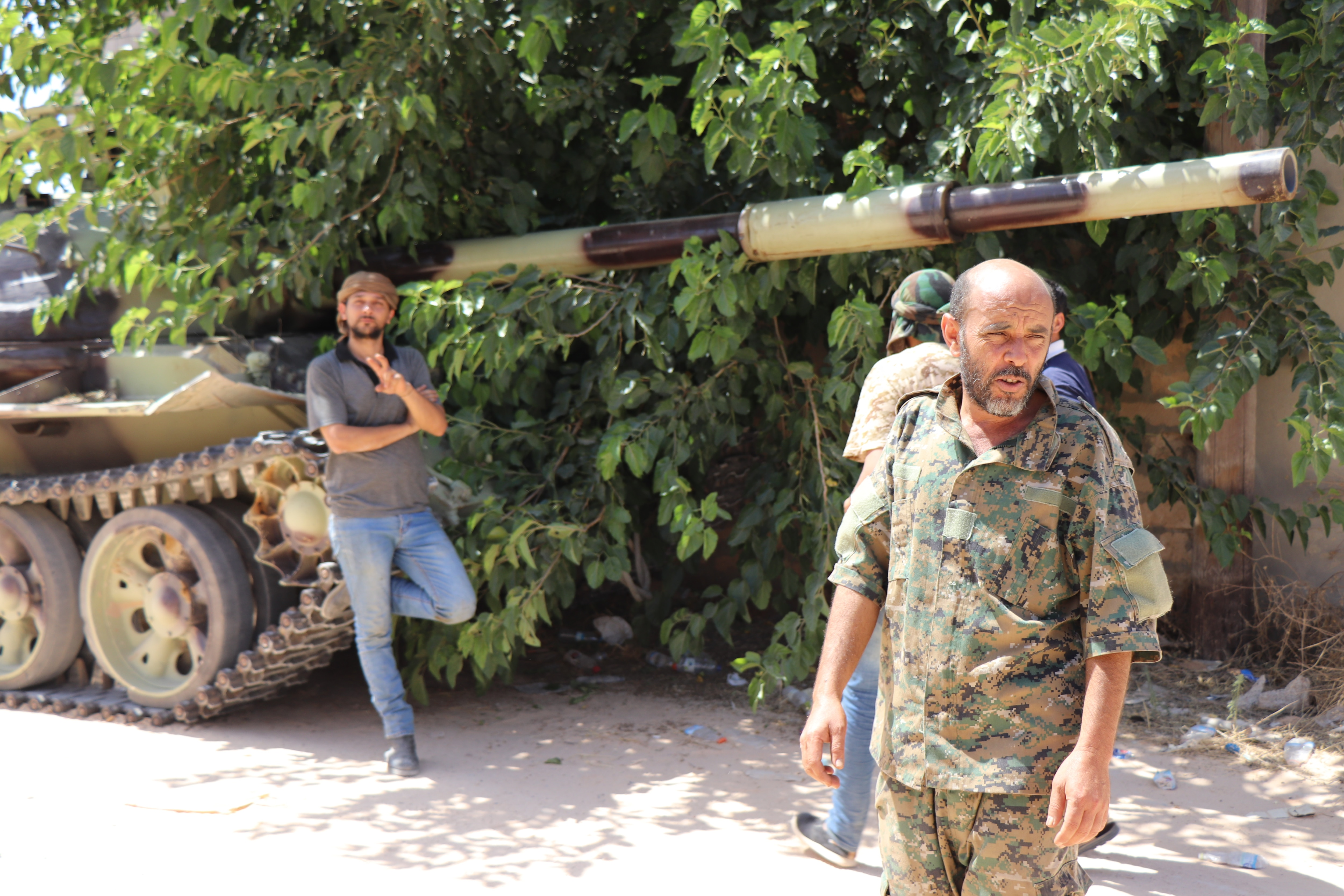
Des combattants du GNA à Tripoli, en Libye, le 7 juillet 2019.

Une guerre civile sévit en Libye depuis 2014. Depuis 2016, le pays est principalement divisé entre la Chambre des représentants basée à Tobrouk dans l'est, et le Gouvernement d'union nationale à Tripoli et en Libye occidentale. L'armée nationale libyenne du maréchal Khalifa Haftar fournit un soutien militaire à la Chambre des représentants. Les gouvernements rivaux prétendent tous deux être le gouvernement légitime de la Libye. Le GNA est internationalement reconnu par le Conseil de sécurité des Nations Unies comme le gouvernement officiel de la Libye, bien que l'ANL reçoive le soutien de plusieurs pays, dont la Russie, les Émirats arabes unis et la France. En 2019, l'ANL contrôlait plus de la moitié de la Libye, tandis que le GNA contrôlait principalement Tripoli et quelques autres régions.
En avril 2019, les forces de Haftar lancent une opération pour prendre le contrôle de la capitale Tripoli au GNA et unir toute la Libye. Après quatorze mois de combats, le GNA tient Tripoli et repousse les forces de Haftar hors de la ville le 4 juin 2020. Après cela, l'armée du GNA lance une contre-offensive. La ville de Syrte et la base aérienne voisine d'Al-Joufra sont considérées comme essentielles pour prendre le contrôle des ports pétroliers libyens et des sites de départs des chasseurs MiG-29 et des bombardiers Su-24 fournis par la Russie aux forces de Haftar. La salle d'opérations de Syrte-Joufra est mise en place par le GNA pour superviser les opérations de l'armée libyenne dans la région, avec le général de brigade Ibrahim Bayt al-Mal pour commandant,.

## Déroulement
Le 5 juin, le GNA récupère une grande partie des territoires du nord-ouest de la Libye qu'il avait perdu lors de l'offensive sur Tripoli.
Le 6 juin, les forces du GNA lancent une offensive pour reprendre Syrte, tenue par l'armée nationale libyenne.
Le 7 juin, une contre-attaque de l'ANL avec des drones, des avions et de l'artillerie repousse les assaillants près de Syrte, infligeant de lourdes pertes aux combattants du GNA et aux rebelles syriens,. Selon des sources libyennes et bulgares, une frappe aérienne lancée depuis un avion inconnu, peut-être un MiG-29, aurait détruit un convoi militaire turc, faisant des victimes (dont des militaires turcs et des rebelles syriens) et arrêtant l'avancée du GNA,.
Le 8 juin, les forces affiliées au GNA déclarent avoir pris le contrôle de deux districts de la périphérie de Syrte.
Le 9 juin, le GNA rejette une proposition de cessez-le-feu de l'Égypte.
Le 11 juin, l'ANL réussit à ralentir l'avancée du GNA vers Syrte, grâce au soutien aérien.
Le 4 juillet, des avions de combat « étrangers » non identifiés alignés sur l'ANL ciblent la base aérienne d'Al-Watiya. Les frappes aériennes détruisent du matériel militaire du GNA fourni par la Turquie; notamment, 3 systèmes de défense anti-aérienne MIM-23 Hawk et 1 KORAL stationnés dans la base,,.
Le 13 juillet, la Turquie avertit Haftar qu'elle lancera une action militaire contre lui s'il ne se retire pas de Syrte. Pendant ce temps, l'Égypte s'implique dans des négociations avec la Grèce sur la Libye pour soutenir l'ANL,.
Le 20 juillet, le parlement égyptien approuve un texte autorisant un possible déploiement en Libye, bien que ce pays ne soit pas officiellement nommé dans le texte, le communiqué du Parlement évoquant « d’éléments de l’armée égyptienne dans des missions de combat hors des frontières de l’Etat égyptien, pour défendre la sécurité nationale »

## Réactions internationales
Le 21 juin, le président égyptien Abdel Fattah al-Sissi déclare que l'axe Syrte-Al-Joufra est une « ligne rouge » pour l'Égypte, et qu'elle interviendra militairement si le GNA et son allié turc prennent cette région à l'ANL,. Un porte-parole du gouvernement turc déclare que tout cessez-le-feu permanent exige le retrait de l'ANL de Syrte. L'Arabie saoudite montre également son soutien à la position de l'Égypte, ainsi que la Jordanie.
Le GNA condamne la déclaration du président égyptien, affirmant qu'il s'agit « d'un acte d'hostilité et d'ingérence directe, et équivalant à une déclaration de guerre ». Aguila Salah Issa, le président de la Chambre des représentants libyenne, soutient la déclaration de Sissi et l'assistance de l'Égypte contre le GNA. Il déclare à un média égyptien : « Le peuple libyen demande officiellement à l'Égypte d'interférer avec les forces militaires si les nécessités du maintien de la sécurité nationale libyenne et de la sécurité nationale égyptienne l'exigent ». Le Premier ministre du GNA, Fayez el-Sarraj, oppose son veto à une proposition égyptienne de tenir une réunion de la Ligue arabe pour discuter de la situation en Libye. Le président Sissi inspecte ses troupes à la frontière occidentale de l'Égypte avec la Libye et déclare que l'armée égyptienne est prête à intervenir.
Le 22 juin, le président de la République Emmanuel Macron condamne le rôle de la Turquie dans le soutien au GNA, le qualifiant de « jeu dangereux ». Le même jour, le général américain Stephen J. Townsend, chef du Commandement des États-Unis pour l'Afrique, et l'ambassadeur américain en Libye Richard Norland (en) rencontrent Fayez al-Sarraj et sa délégation à Zouara près de la frontière tunisienne. Le 24 juin, le ministre italien des Affaires étrangères, Luigi Di Maio, rencontre Fayez al-Sarraj à Tripoli pour souligner « la nécessité de reprendre le processus politique et de mettre fin à l'ingérence étrangère ». Le 10 juillet, l'Égypte commence à renforcer son état de préparation militaire pour potentiellement faire face à la Turquie en Libye.